# Історія Саудівської Аравії
Історія різних культур, що існували на території Саудівської Аравії, налічує понад 5000 р. Цивілізація Дільмун що існувала на узбережжі Перської затоки, існувала одночасно з цивілізаціями Давнього Єгипту та Шумеру.

## Доісторичний період
З доісторичних часів територія сучасної Саудівської Аравії була заселена племенами, які займалися скотарством, сільським господарством та полюванням.

## Ранньоісторичний період
Територія Саудівської Аравії охоплює центральні та північні райони Аравійського півострова, які населяли в основному кочові арабські племена з огляду на бідність природних ресурсів цих земель. Різні цивілізації впливали на розвиток цієї території, бо вона знаходилася по дорозі торговельних шляхів. На початку 1-го тис. н. е. на території сучасної Саудівської Аравії виникла низка місцевих держав, а саме царство Ліх'ян на північному заході, держава Кінда в центральній частині та деякі інші. Вони процвітали завдяки посередницькій торгівлі між великими і розвинутими державами на півночі — Римською імперією та Персією і на півдні — Хим'яром, Аксумом. У той час в арабів панувала язичницька релігія з великою кількістю божеств. Але в перші століття н. е. на аравійські землі переселяються з півночі євреї та християни, які пропагували і свої вірування монотеїстичного напрямку.

## Середньовіччя
На початку 7-го століття місцевий проповідник Магомет, ознайомившись з вченнями єврейської і християнської релігій, створив нове релігійне вчення — іслам. З цього часу почалось об'єднання окремих арабських племен, та розповсюдження арабської мови та релігії. Араби, починаючи від Мухаммада, проводили великі завоювання в Аравії і сусідніх країн. Так виникла величезна держава-імперія — Арабський халіфат.

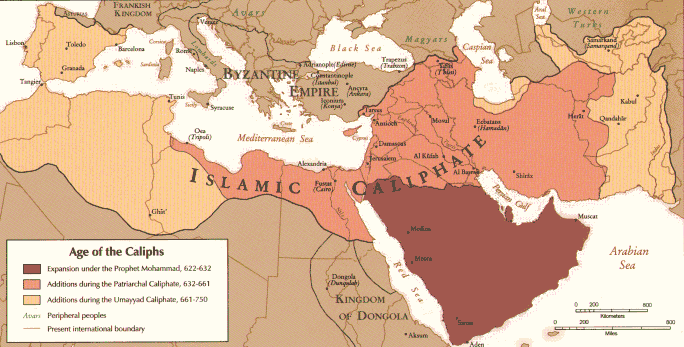
Територія Халіфату в 750 р.

Ісламська цивілізація залишалася сильною декілька століть, після відбувся сталий занепад цивілізації. Серед держав, що виникли після розпаду Халіфату в 10-му ст. на території Саудівської Аравії, виділявся шаріфат Мекки. Він проіснував найдовше — до початку 20-го ст.
Багато років на цій території відбувалися тертя між різними напрямками ісламу.

## Новий час

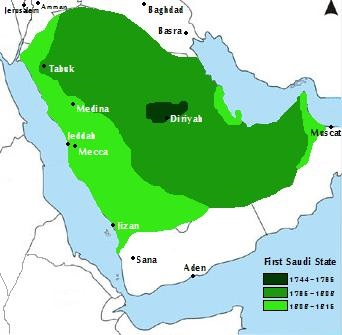
Перша Саудівська Аравія

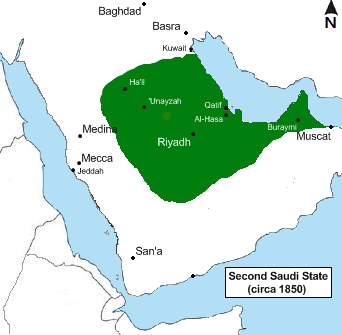
Друга Саудівська Аравія

У 18-му ст. прихильники течії в ісламі — ваххабізму створили в центральній Аравії (Неджді) свою державу — Дірійський емірат, з якої фактично почалось утворення сучасної держави Саудівська Аравія. У 1902 році Абд-ель-Азіз-бін-Абд-ель-Рахман ас-Сауд за допомогою мусульманської секти ваххабітів, зайняв місто Ер-Ріяд, та почав змагання за об'єднання арабів в окрему державу. Після 30 років йому це вдалося — 22 вересня 1932 році офіційно проголошено королівство Саудівська Аравія, тобто Аравія Саудів. До його складу ввійшли чотири племінні утворення: Хіджаз, або Касім (північний захід), Неджд (центр), Асір (південний захід) та Аль-Хаса (схід).